# معهد الفيزياء (لندن)

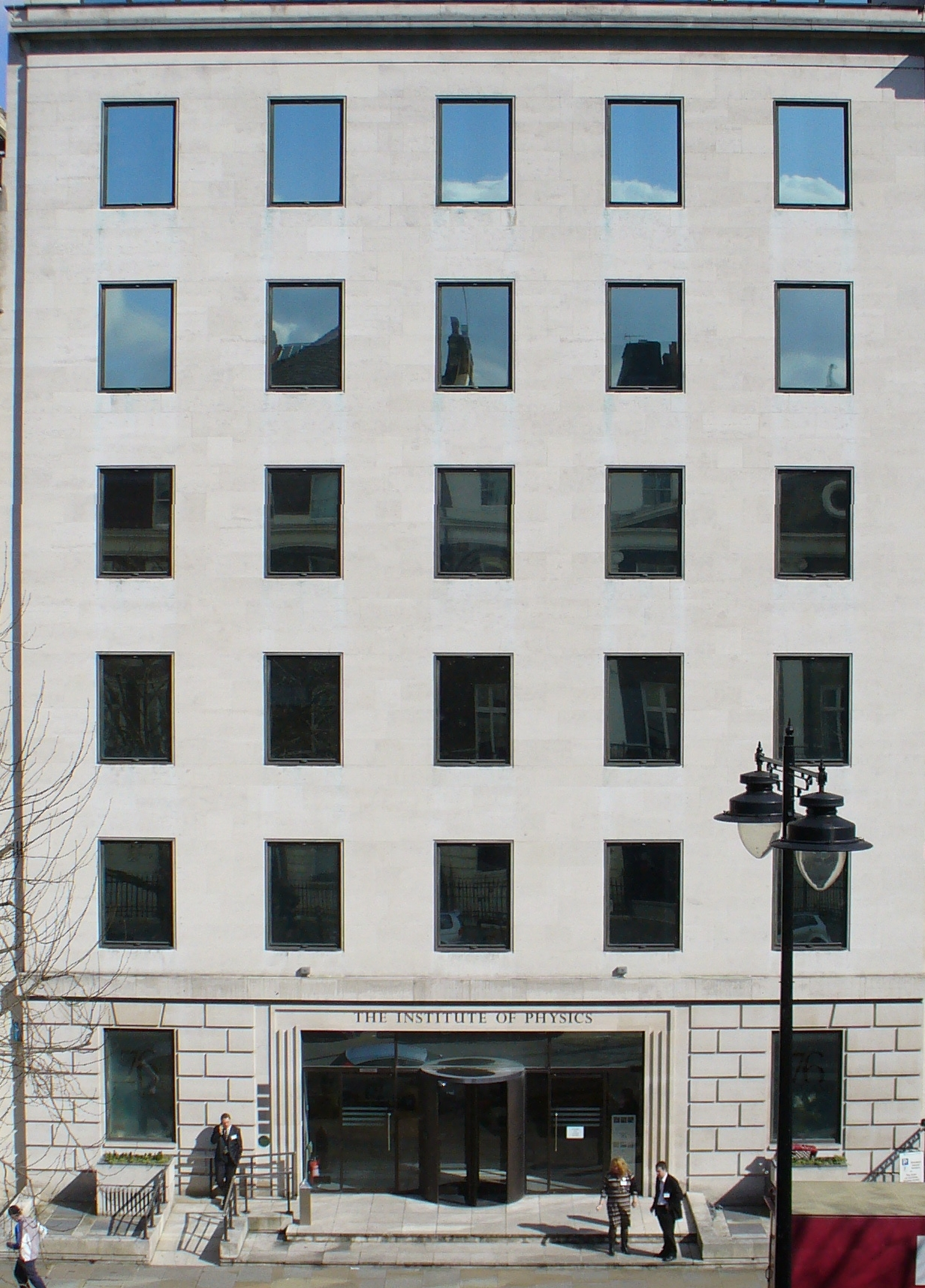
معهد الفيزياء في ساحة بورتلاند(لندن)

معهد الفيزياء (IOP) هو مؤسسة خيرية علمية والتي تعمل على تطوير علم الفيزياء، وأبحاثه وتطبيقاته. وتضم هذه المؤسسة في عضويتها 50,000 شخصاً من جميع أنحاء العالم.

## تاريخ
تم تشكيل معهد الفيزياء في عام 1960 من اندماج الجمعية الفيزيائية، التي تأسست باسم الجمعية الفيزيائية لندن في عام 1874، ثم معهد الفيزياء، والذي تأسس في عام 1920. وكانت الجمعية الفيزيائية لندن تشكلت رسميا في 14 فبراير 1874 وأُختير جون هول جلادستون كأول رئيس لها.

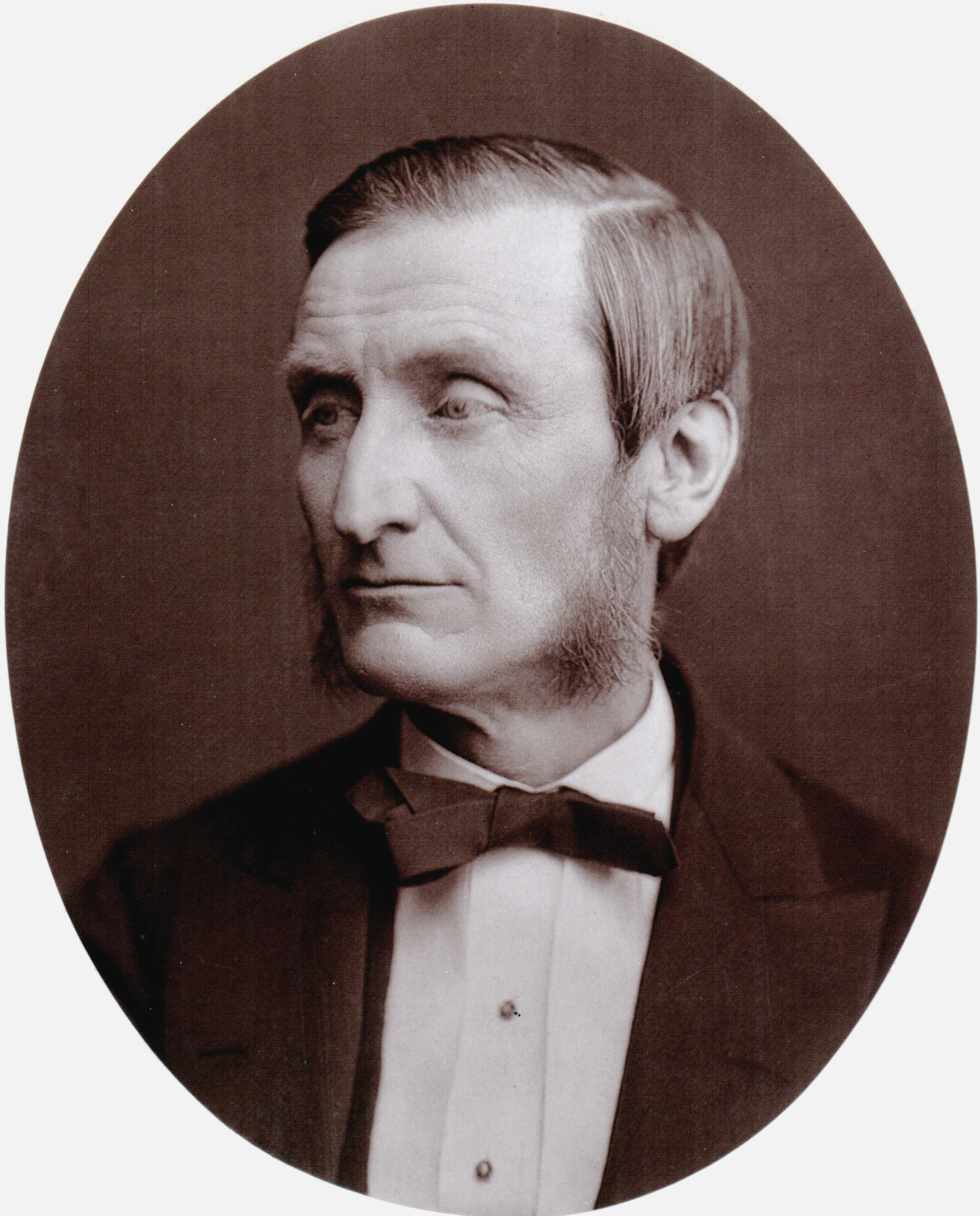
جون هول جلادستون أول رئيس لمعهد الفيزياء